# جیمز فن هوفتن
جیمز فن هوفتن (به انگلیسی: James van Hoften) فضانورد اهل کشور ایالات متحده آمریکا است که در ۱۱ ژوئن ۱۹۴۴ میلادی در فرزنو زاده شد. وی در مأموریت اس‌تی‌اس-۴۱-سی، اس‌تی‌اس-۵۱-I حضور داشته است.